# Ilna Ewers-Wunderwald

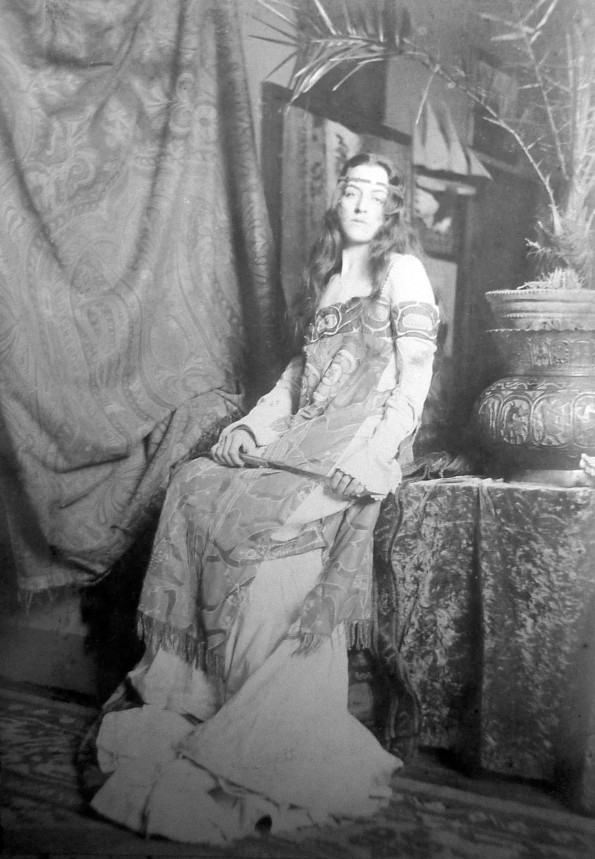
Ilna Ewers-Wunderwald posiert in einem Jugendstil-Kostüm (1904)

Ilna Ewers-Wunderwald (* 7. Mai 1875 in Düsseldorf; † 29. Januar 1957 in Allensbach; gebürtig Caroline Elisabeth Wunderwald) war eine deutsche Illustratorin, Übersetzerin, Modedesignerin, Zeichnerin und Malerin des Jugendstils.

## Leben
Ilna Wunderwald wuchs in Düsseldorf als Tochter des gelernten Dekorationsmalers und Fahnenfabrikanten Alexander Wunderwald in der Benrather Straße 18 auf. Sie hatte einen älteren Bruder, Wilhelm Wunderwald (1870–1937), der ebenfalls künstlerisch tätig war, der Maler Gustav Wunderwald war ihr Vetter. In Düsseldorf gehörte sie zum Künstlerverein Malkasten, wo sie 1895 auch ihren späteren Ehemann, den Schriftsteller Hanns Heinz Ewers, kennenlernte.
Die beiden verlobten sich Ende 1897 und heirateten am 15. Mai 1901. Mit Ewers arbeitete sie an Texten für das Kabarett Überbrettl – Buntes Theater, entwarf Buchumschläge und Illustrationen seiner Bücher. Gemeinsam tourten sie nach der Hochzeit mit dem Kabarett durch Europa und bis nach Russland. Zusammen unternahmen sie lange und ausgedehnte Reisen nach Capri (November 1902 bis Sommer 1904), Spanien (1905), Kuba, Mexiko, Karibik (1906), Indien, Südostasien, China, Australien und in die Südsee (1910). Am 19. April 1912 wurden die beiden wieder geschieden, blieben aber in Kontakt.
1911 zog Ilna Ewers-Wunderwald zu dem aus Düsseldorf stammenden Komponisten Gustav Krumbiegel nach Dresden, der jedoch 1914 im Krieg starb. Sie hatten sich am Stammtisch eines Intellektuellen- und Künstlerkreises um Hermann Harry Schmitz im Weinhaus Rosenkränzchen in der Altestadt in Düsseldorf kennengelernt. 1940 wohnte sie 13 Monate lang auf der Insel Reichenau. Danach lebte sie bis zu ihrem Tod in Allensbach zusammen mit der Bildhauerin Ellie Unkelbach, mit der sie schon vorher befreundet war.

## Schaffen
Ilna Ewers-Wunderwald war nicht nur eine begabte und erfolgreiche Künstlerin des Jugendstils, sie kontrastierte auch mit maskuliner Kleidung, kurzen Haaren, Zigaretten und selbstbewusstem Auftreten das damalige Rollenverständnis der Frauen. Sie wurde als Übersetzerin französischer Novellen bekannt, trat in Kabaretts auf, entwarf Kleider und Möbel, dekorierte Speisekarten und illustrierte Bücher ihres Ehemannes, eines berühmten, aber auch skandalumwitterten Schriftstellers.

„Sie war Autodidaktin. Allerdings hat sie mit hoher Wahrscheinlichkeit bei Willy Spatz, der in Düsseldorf eine Damenmalschule unterhielt, Unterricht genossen. Wunderwald arbeitete hauptsächlich mit Mischtechniken, also großenteils mit Feder und chinesischer Tusche, aber auch mit Bunt- und Bleistift. Vielfach wirken die Arbeiten sehr malerisch und mit den fast mikroskopischen Strukturen wie Stoffcollagen. Als künstlerische Vorbilder sind Maria Sibylla Merian, Katsushika Hokusai, die Präraffaeliten und Aubrey Beardsley zu nennen. Doch sind in ihren Werken nur Referenzen an andere Künstler zu finden. Sie zeigte sich niemandem verpflichtet und ging zeitig eigene Ausdruckswege.“

Die zahlreichen Reisen in exotische Regionen der Welt, die sie zusammen mit ihrem Mann unternahm, waren Inspirationen für ihre Kunstwerke. Sie nahm mit ihren Werken an Kunstausstellungen der Berliner Secession teil, und wurde auf Ausstellungen der Münchener Secession bewundert:

„Ilma [sic] Ewers Wunderwald hat eine Reihe Bilder geschickt, die zeichnerisch, technisch zum Erstaunlichsten gehören, was man sehen kann. Mit seltener Akribie sind in ihren chinesischen Tuschen alle Kleinheiten und Feinheiten durchgeführt; jeder Körper oder Gegenstand wird zum Ornament; bei aller Detaillierung verliert sie aber nicht den Sinn für Zusammenfassung, leichte Kolorierung verhilft ihr spielend zum Gesamteindruck.“

Ihre teilweise mit Aquarell, Gouache, Pastell unterlegten Federzeichnungen stellen oft märchenhafte Wesen und Blumen vor einem Hintergrund mit feingliedrigen Ornamenten dar und werden als eigenwillig und fantasievoll beschrieben.

## Nachlass
Der überwiegende Teil der eigenständigen Werke von Ilna Ewers-Wunderwald befindet sich in Privatbesitz. Das Heinrich-Heine-Institut (Düsseldorf) führt Materialien von ihr (Briefe, Fotografien) als Teil der Nachlassbibliothek von Hanns Heinz Ewers auf.

## Ehrungen
2023 wurde die Künstlerin von der Kunsthistorikerin Nathalie Krall für die erste Auswahlrunde des Projekts FrauenOrte NRW des Frauenrats NRW vorgeschlagen und am 5. Juli 2023 als erste bildende Künstlerin des Projekts in der Landeshauptstadt Düsseldorf ausgewählt. Die Errichtung einer Gedenktafel ist zum 150. Geburtstag der Künstlerin am 7. Mai 2025 geplant.
Am 22. Februar 2024 beschloss der Rat der Landeshauptstadt Düsseldorf, die Porschestraße in Düsseldorf-Flingern in Ilna-Wunderwald-Straße umzubenennen. Der Impuls, eine Straße nach Ilna Ewers-Wunderwald zu benennen, war zuvor von ihrer in Düsseldorf wohnhaften Großnichte Vera Stützel ausgegangen. Die offizielle Einweihung erfolgte am 19. Juni 2024.

## Werke
Übersetzungen
- Théophile Gautier: Der Haschischklub. Phantastische Erzählungen. Ripperger & Kremers, Berlin 2015, ISBN 978-3-943999-31-0.
- Théophile Gautier: Fortunio. Hrsg.: Hanns Heinz Ewers, Ilna Ewers-Wunderwald. Magazin-Verlag, Berlin 1904 (184 S.).[22]
- Théophile Gautier: Das Hündchen der Marquise. Hrsg.: Hanns Heinz Ewers, Ilna Ewers-Wunderwald. Magazin-Verlag, Berlin 1904 (282 S.).[22]
- Théophile Gautier: Die goldene Kette der Bakchis. Hrsg.: Hanns Heinz Ewers, Ilna Ewers-Wunderwald. Magazin-Verlag, Berlin 1904 (221 S.).[22]
- Théophile Gautier: Mademoiselle de Maupin. Verlag der Funken, Leipzig 1908.[23]
- Théophile Gautier: Eine Nacht der Kleopatra. Hrsg.: Hanns Heinz Ewers, Ilna Ewers-Wunderwald. Magazin-Verlag, Berlin 1904 (239 S.).[22]
- Théophile Gautier: Die tote Geliebte. C Messer & Co., 1902.[23]
- Théophile Gautier: Die schöne Spanierin. Rothbarth, Leipzig 1927.
- Théophile Gautier: Roman der Mumie. Verlag der Funken, Leipzig 1908.[23]

Illustrationen
- Hanns Heinz Ewers: Alraune. Die Geschichte eines lebenden Wesens. Georg Müller, München 1911 (Titel und Bildbeigaben).
- Hanns Heinz Ewers: Die Besessenen. Seltsame Geschichten. Georg Müller, München 1918 (Umschlag).
- Hanns Heinz Ewers: Delphi. Drama in drei Akten. Georg Müller, München/Leipzig 1909.
- Hanns Heinz Ewers: Indien und ich. Georg Müller, München 1919 (Umschlagzeichnung).
- Hanns Heinz Ewers: Mit meinen Augen. Fahrten durch die lateinische Welt. Georg Müller, München (Umschlagzeichnung und 46 Bildbeigaben).
- Hanns Heinz Ewers: Moganni Nameh. Gesammelte Gedichte. Georg Müller, München 1910 (Umschlagzeichnung, Vorsatzpapier und 9 Bildbeigaben).[24]
- Hermann Bahr et al.: Der Roman der XII. Konrad W. Mecklenburg, Berlin 1909 (Umschlagzeichnung).
- Eugen d’Albert, Hanns Heinz Ewers, Marc Henry: Die toten Augen. Bote & Bock, Berlin 1913 (Bucheinband).
- Hanns Heinz Ewers: Das Wundermädchen von Berlin. Drama in vier Akten. Georg Müller, München 1913 (Titel).
- Abendmenükarte an Bord der S. S. Cleveland. The Culinary Institute of America, 14. Dezember 1912, abgerufen am 11. März 2019.
- Abendmenükarte an Bord der S. S. Cleveland. The Culinary Institute of America, 20. Januar 1913, abgerufen am 11. März 2019.
- Schiffsspeisekarte HAPAG-Postdampfer Pennsylvania. www.marpetmenus.de, 4. Januar 1912, abgerufen am 11. März 2019.

Ausstellungen
- 1911 Große Berliner Kunstausstellung (17 Werke)[25]
- 1912 Sommerausstellung der Münchener Secession[12]
- 2019 Ilna Ewers-Wunderwald. Wiederentdeckung einer Jugendstil-Künstlerin. Bröhan-Museum, Berlin (28. Februar 2019 bis 16. Juni 2019)[26]
- 2020 Grenzgänge. Ilna Ewers-Wunderwald (1875–1957) als Illustratorin, Übersetzerin und Autorin. Hesse Museum, Gaienhofen (20. September 2020 bis 10. Januar 2021)[27]
- 2020 Beruf – Künstlerin! Zehn deutsche Malerinnen am Bodensee. Städtische Wessenberg-Galerie, Konstanz (9. Mai 2020 bis 30. August 2020)[28]
- 2021 Ilna Ewers-Wunderwald: Expedition Jugendstil. Horst-Janssen-Museum, Oldenburg (21. Mai 2021 bis 29. August 2021)[29][30]
- 2022 Ilna Ewers-Wunderwald: Rebellin des Jugendstils. Heinrich-Heine-Institut, Düsseldorf (5. Februar 2022 bis 22. Mai 2022)[31]